# Plagiostira mescaleroensis
Plagiostira mescaleroensis är en insektsart som beskrevs av Tinkham 1960. Plagiostira mescaleroensis ingår i släktet Plagiostira och familjen vårtbitare. Inga underarter finns listade i Catalogue of Life.